# Echidnopsis dammanniana
Echidnopsis dammanniana là một loài thực vật có hoa trong họ La bố ma. Loài này được Sprenger mô tả khoa học đầu tiên năm 1892.